# Patrice Woolley
 (mars 2021).
Si vous disposez d'ouvrages ou d'articles de référence ou si vous connaissez des sites web de qualité traitant du thème abordé ici, merci de compléter l'article en donnant les références utiles à sa vérifiabilité et en les liant à la section « Notes et références ».
 (mars 2021).
Pour les articles homonymes, voir Woolley.
Patrice Woolley est un artiste monégasque né le 5 février 1962 à Monaco.

## Biographie
Patrice Woolley est né le 5 février 1962. Après des études et quelques années comme décorateur à Monaco, il part à Nice pendant 2 ans. Il s'essaie à l'Art déco, puis devient décorateur-scénographe, et enfin régisseur de théâtre (lumière, décor, plateau) notamment pour Galabru, Lagerfeld, Gilibert. Il devient aussi comédien au Théâtre du Fou de Nice durant 10 ans.
Il part ensuite à Paris, où il est décorateur, régisseur, comédien, dessinateur, romancier et peintre.
Il exercera notamment en tant que décorateur à l'opéra de Monte Carlo, puis à Paris, comme vacataire à l'école française des attachés de presse de Paris (aussi appelée l'EFAP) où il donne des cours de conception et d'édition (création de logotype, charte graphique et déclinaisons).
Artiste polyvalent, il est tour à tour auteur-compositeur-interprète (pop-rock) avec l’album Sillis (2019), peintre, romancier (6 romans) ainsi que bédéiste (4 bandes dessinées). Il écrit et démarche des scénarios de films, et réalise deux courts métrages : 666, et Ève, sélectionnés et primés.
Il signe trois expositions : « Les stridences vibratoires visuelles » (abstrait) à la galerie Arches et Toiles à Paris, « C'est dans ma tête et ça hurle quand je m'endors » au Presbytère de Gorbio (06), et « Masques » à l’A.J.M de Monaco.
Il expose aussi avec le collectif Sarasvati sur des thèmes divers comme : « La Passion du Christ », « L’érotisme ou les Océans » (au Musée océanographique de Monaco, en partenariat avec la Fondation Prince-Albert-II-de-Monaco).

## Filmographie
- 2016 : 666 court métrage[4] de Patrice Woolley. - Musique de Franck Rougier

Avec Candice F, Patrice Woolley, et Boris. Merci a Beli pour son aide... Petit récapitulatif pour 666. Film réalisé en avril 2016 avec 2000 € de budget, 4 personnes, en 2 jours de tournage et une semaine de montage, filmé avec un appareil photo Lumix.
24 sélections, dont : - 3e prix du meilleur court métrage, - 3e prix du meilleur réalisateur, - 1er prix de la meilleure image au festival du New York City Indie Film ; - 1er prix du meilleur court-métrage au festival d'Ottawa... - Prix de la meilleure musique pour Franck Rougier au Venezuela, - Prix du meilleur court-métrage au festival Mindfield de Los Angeles
- 2018 : EVE, court métrage de Patrice Woolley - Musique de Franck Rougier.

Avec Stéphanie Fourrier, Stéphane Willard, Patrice Woolley. Merci a Beli pour son aide... 7 sélections et meilleur film au EIFA 2018.
- 2019 : Good Bye, court-métrage de Patrice Woolley - Musique : Patrice Woolley

## Discographie
- SILLIS -Sex is Love, Love is Sex- Co-composé avec Franck Rougier. Album Pop-Rock de 16 chansons sur le thème de l'érotisme. 2020.
- UNIVERS, album instrumental ambient issu du premier confinement Covid. 2020.

- ELEGY, album instrumental ambient sur le thème de la terre d'après la Bombe. 2020

- TOTEM, album instrumental ambient. Un voyage animiste dans une jungle fantasmée pleine de guitares. Album dédié à Chico Mendes.
- ASHAWAN, album instrumental ambient et folk-rock. Une visite dans le pays d'ASHAWAN en compagnie de Mister Nowhere.